# Isola Kiži
Kiži (russo: Ки́жи) è un'isola situata nel lago Onega, Repubblica di Carelia (distretto di Medvežegorsk), Russia, caratterizzata da un insieme di chiese in legno, cappelle e case. È una delle destinazioni turistiche più famose della Russia, nonché patrimonio dell'umanità con il sito Pogost di Kiži.

## Geografia
L'isola è lunga circa 7 chilometri e larga mezzo. È circondata da altre 5.000 isole, molte delle quali sono di dimensioni estremamente ridotte, alcune di soli 2 metri per 2, altre sono lunghe anche 35 chilometri. Kizhi Pogost, nome col quale è conosciuta in russo, è un antico insediamento che riunisce più di 100 villaggi del sedicesimo secolo.

## Patrimonio dell'umanità
L'isola è stata dichiarata patrimonio dell'umanità per le particolari strutture architettoniche presenti.
Il gioiello architettonico dell'isola è la chiesa della Trasfigurazione (1714) con le sue 22 cupole e l'iconostasi in stile barocco. La vicina chiesa dell'Intercessione, con nove cupole, venne costruita nel 1764, con un campanile aggiunto nel 1874. La caratteristica più stupefacente di queste strutture è il fatto che vennero costruite senza chiodi o altri metalli di giuntura, per cui tutti i collegamenti sono in legno.
Un museo di architettura russa venne aperto a Kizhi dalle autorità sovietiche nel 1960. Le strutture minori in legno vennero trasportate qui da varie parti della Carelia, probabilmente la chiesa di San Lazzaro venne presa nel quattordicesimo secolo dal monastero di Muromsky, una delle chiese in legno più vecchie della Russia. Altri importanti esemplari di questa architettura si possono trovare a Kondopoga e a Kem'.

## Galleria d'immagini

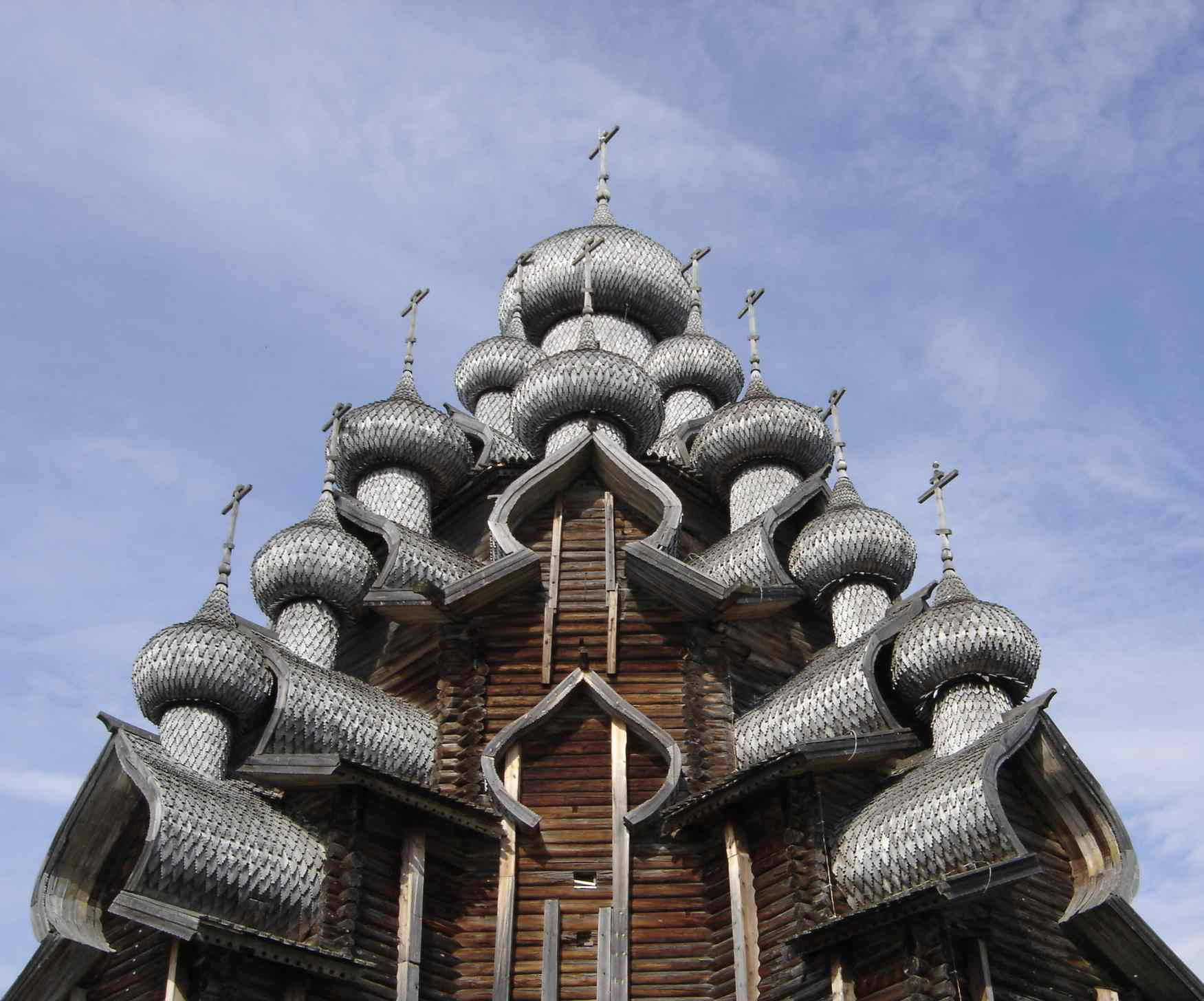
Chiesa della Trasfigurazione.
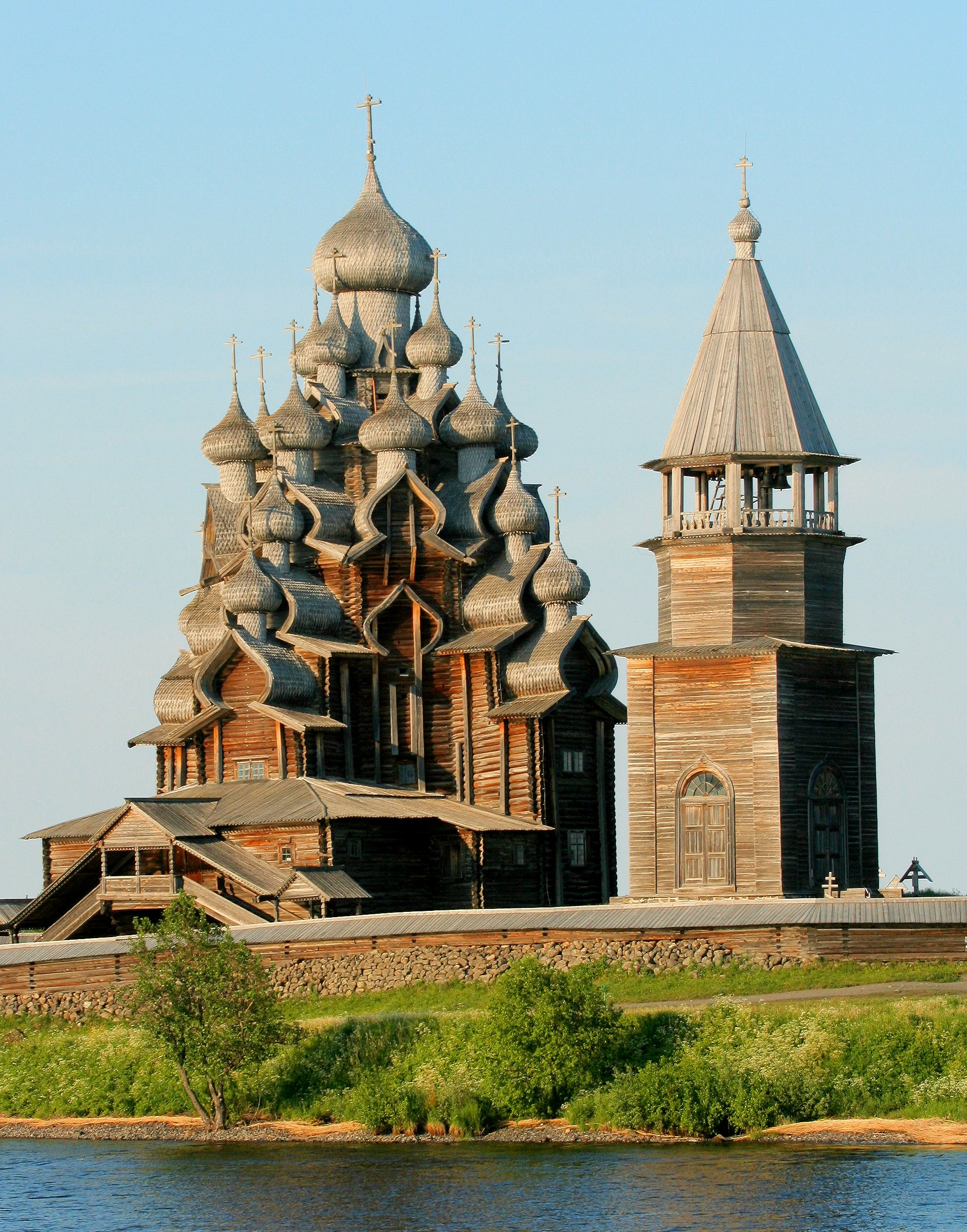
Panoramica delle Chiese.
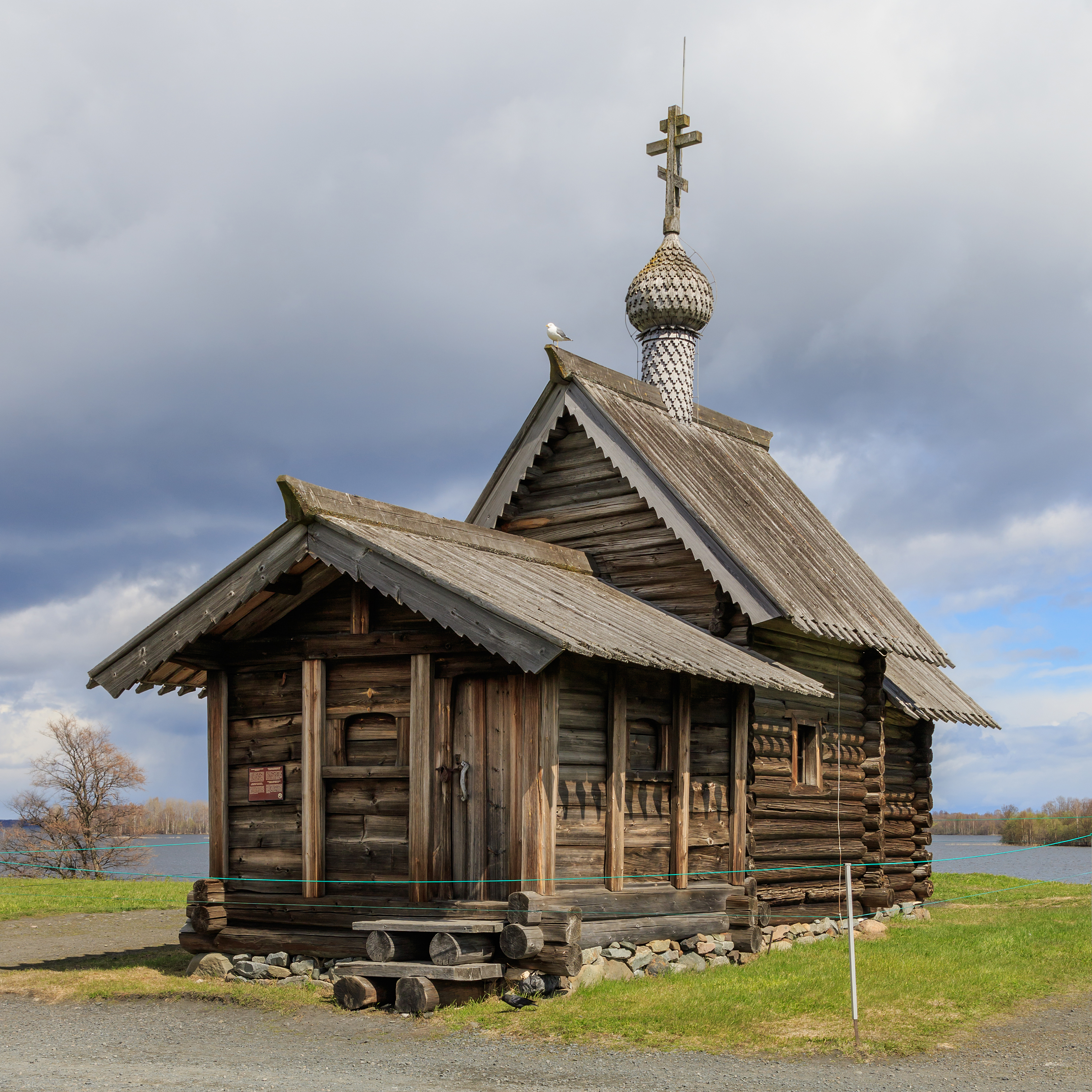
Il miracolo in legno di Kizhi.
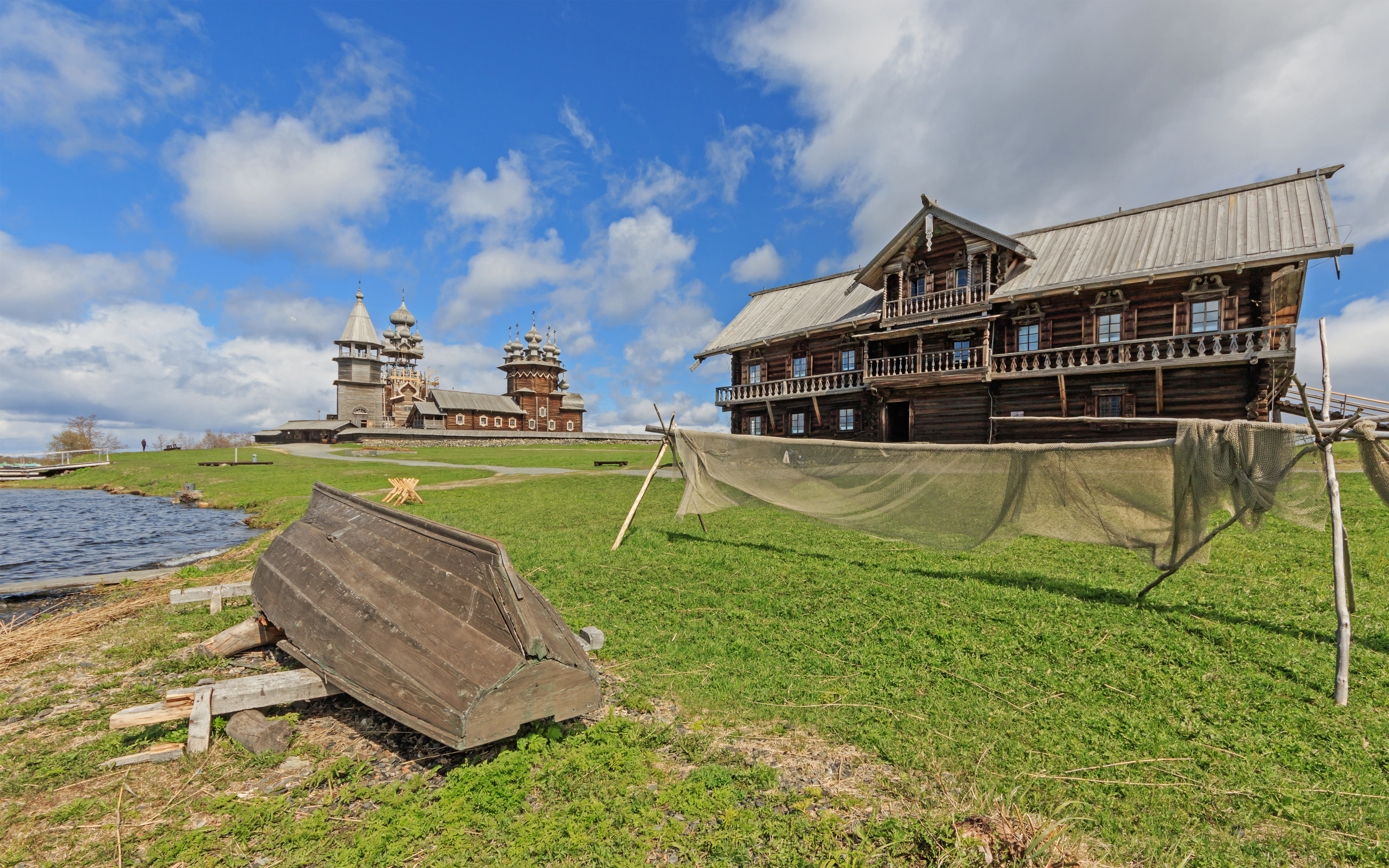
Altra vista del complesso.